# Ichneumon castaneator
Ichneumon castaneator är en stekelart som beskrevs av Schiodte 1839. Ichneumon castaneator ingår i släktet Ichneumon och familjen brokparasitsteklar. Inga underarter finns listade i Catalogue of Life.